# Kościół Najświętszej Maryi Panny Różańcowej w Zgierzu
Kościół Najświętszej Maryi Panny Różańcowej w Zgierzu – rzymskokatolicki kościół parafialny należący do parafii pod tym samym wezwaniem (dekanat zgierski archidiecezji łódzkiej).
Jest to świątynia wzniesiona w latach 1996–2000 według projektu architekta Aleksego Dworczaka. Poświęcona została w stanie surowym w dniu 31 grudnia 2000 roku przez arcybiskupa Władysława Ziółka. Koncelebrowana została 12 czerwca 1012 roku przez tego samego arcybiskupa. Współkosekratorami byli ks. kanonik dr Krzysztof Kołodziejczyk, proboszcz parafii Chrystusa Króla w Zgierzu, i ks. kanonik Zdzisław Sudra, proboszcz parafii św. Jana Chrzciciela w Zgierzu. Budowla jest trzynawowa, z dzienną kaplicą Miłosierdzia Bożego, z chórem i zewnętrznym balkonem nad wejściem, posiada jedną wieżę. Przed wejściem do świątyni po prawej stronie w 2003 roku na 25-lecie pontyfikatu Jana Pawła II został postawiony pomnik Papieża. W cokole pomnika znajduje się tablica upamiętniająca 85. rocznicę odzyskania niepodległości oraz Rok Różańca Świętego: październik 2002 – październik 2003. Z kolei po lewej stronie wejścia do świątyni jest umieszczona 2-metrowa figura świętego Ojca Pio – w kwietniu 2009 roku przeniesiona z prawego ołtarza bocznego. Nad balkonem znajduje się figura Matki Boskiej Fatimskiej. 
Na ścianie centralnej prezbiterium jest umieszczona drewniana nastawa ołtarzowa zwieńczona 3-metrowym krzyżem, w ołtarz wmontowany jest obraz Matki Boskiej Różańcowej namalowany przez Lecha Wadlewskiego, zasłaniany ruchomym obrazem Matki Boskiej Fatimskiej ze św. Janem Pawłem II wykonanym przez artystę malarza Klaudiana Kołodziejskiego z Łodzi. Pozostałymi elementami wyposażenia są: tabernakulum z tronem do wystawiania Najświętszego Sakramentu, mensa, 6 mosiężnych świeczników, ołtarz soborowy, ambona marmurowa, potrójny mosiężny świecznik – duży stojący, świecznik pod paschał, krzyż metalowy procesyjny, boczne ołtarze marmurowe z mozaiką (prawy przedstawia postacie św. Ojca Pio oraz papieża Jana Pawła II, z kolei lewy ukazuje scenę Chrztu Pańskiego). W świątyni jest umieszczonych 14 stacji Drogi Krzyżowej wykonanych przez Lecha Wadlewskiego. Kościół oświetlany jest przez: 5 żyrandoli, 20 kinkietów 3-żarówkowych, 14 kinkietów 2-żarówkowych. Oprócz tego świątynia posiada dzwony elektroniczne, nagłośnienie, dwie nagrzewnice gazowe (nadmuchowe) ROBUR, ławki, centralne ogrzewanie gazowe kaplicy, zakrystii, pomieszczenie dla chóru, ministrantów. W kaplicy dziennej Miłosierdzia Bożego znajdują się: ołtarz marmurowy wykonany z cegły klinkierowej z mensą marmurową, w ołtarzu jest umieszczona oświetlona wnęka z relikwiami św. Faustyny, tabernakulum, duży obraz Miłosierdzia Bożego namalowany przez Lecha Wadlewskiego, konfesjonał, ławki, 4 ołtarzyki zawierające relikwie świętych: Ojca Pio, Jana Pawła II, Zygmunta Szczęsnego Felińskiego i bł. Jerzego Popiełuszki.